# 萩庭桂太
萩庭 桂太（はぎにわ けいた、1966年1月29日 - ）は、日本の写真家。
東京都出身。東京写真専門学校卒業。妻は料理研究家・タレントの宮前真樹。

## 人物
雑誌、広告、CDジャケット、カレンダー、WEB、等のメディアで活動中。ポートレート撮影を中心に仕事のジャンルは多岐にわたる。
「写真家」ではなく「写真屋」、作家ではなく職人であることをポリシーとしている。大の犬好き。ドイツ製カメラのライカを使う。クラシックカーコレクター。

## 来歴
小学校6年〜中学校2年までは富山県高岡市。ブラスバンド部でトロンボーンを担当。東京都立小川高校卒業後、1984年に東京写真専門学校報道写真学科に入学。専門学校在学中からフリーカメラマンのアシスタントをする。

### 1986年
専門学校卒業と同時に週刊誌の報道カメラマンとして20歳でフリーランスカメラマンデビュー。

### 1988年
文藝春秋社の週刊文春のグラビアページを中心に活動。原色美女図鑑やモノクロページで作品を多数発表。

### 1990年 -
週刊プレイボーイ、宝島、TVガイド、フライデーなど、表紙及び多数グラビアページを担当。
JJ CanCam ViVi RayからDomani CLASSY BAILAなど多数ファッション誌の表紙及び巻頭ページや連載ページを担当。
GirlPoP、CDデータなど多数音楽専門誌の表紙及び巻頭ページを担当。
国内のメジャー雑誌のほとんどで表紙撮影を担当。
第三舞台、パルコ劇場など舞台演劇のステージ撮影やポスターも多く手がける。
国内外企業広告撮影も多く手がける。

### 1992年
有限会社萩庭桂太写真事務所設立

### 1994年
株式会社萩庭桂太写真事務所設立

### 2017年11月
営業写真館『萩庭桂太の 犬家族・猫家族　写真館』開業

### 2018年2月
料理研究家で元CoCo、宮前真樹と結婚

## 主な作品

### WEBマガジン
2012年2月「萩庭桂太 YOUR EYES ONLY」WEBサイト開設
2017年2月 YEOアプリ App Store   Google Play 登場

### 写真集
- 浜崎あゆみ uraayu 裏歩
- 鈴木杏 ピース
- 京野ことみ Candy Mountain
- 北乃きい フリー
- 藤森夕子 Day by day
- ともさかりえ 裸足の天使
- 吉川ひなの natural
- 瀬能あづさ Liberty
- 三瀬真美子 tokyo session
- 茂森あゆみ Naturally
- 古川雄輝 ゆうき

他

### 単行本エッセイ
- 黒木瞳 ひとみごちて
- 萬田久子 感じる着物

他

### CD
- 浜崎あゆみ A Best  他
- 安室奈美恵 How to be a Girl
- 広末涼子 マジで恋する５秒前
- 辛島美登里 Smile and Tears 他
- 知念里奈 Wing  他
- 上戸彩 Hello  他
- 相川七瀬 COSMIC LOVE
- キャンディーダルファー  THE BEST OF CANDY DULFER
- 寺井尚子
- GLIM SPANKY 大人になったら

### カレンダー
- 東宝カレンダー
- 松竹カレンダー
- 仲間由紀恵
- 水川あさみ

他